# Angus Strathie
Angus Strathie é uma figurinista australiana. Venceu o Oscar de melhor figurino na edição de 2002 por Moulin Rouge!.